# Así somos
Así somos fue un programa de televisión chileno, transmitido por La Red de lunes a jueves alrededor de la medianoche. El programa tiene su base en la conversación y la opinión de los panelistas sobre diversos temas como noticias, curiosidades o hechos importantes del día en Chile y el mundo.

## Historia
Así somos partió el 3 de octubre de 2005 con Juan Carlos "Pollo" Valdivia como conductor y Felipe Vidal, Carolina Brethauer, Álvaro García y Carol Troll, como panelistas, retirándose esta última a solo una semana de haber comenzado el programa. Juan Carlos Valdivia abandonó el programa el 27 de febrero de 2011, dejando como conductor al periodista Eduardo Fuentes, quien se retiró en octubre de ese año, siendo reemplazado por el actor Juan José Gurruchaga. Tiempo después Gurruchaga fue despedido de La Red, llegando a la animación Eduardo de la Iglesia en 2014, quien salió en marzo de 2016 junto a otros panelistas; así asume la conducción Cristian "Chico" Pérez, este último también duró dos años en el programa; el 9 de febrero de 2018 se comunica la desvinculación de Cristian Pérez, así Camila Andrade asume la conducción convirtiéndose en la primera mujer en la conducción del programa desde que inició hace 13 años. Luego de tres años en el programa y uno de ellos en la conducción de Así Somos, Camila Andrade es desvinculada del espacio de trasnoche, despidiéndose en pantalla el 4 de febrero de 2019. Posteriormente asumiría la conducción Eva Gómez.
De allí en más, Así Somos se ha transformado en uno de los programas preferidos del trasnoche,[cita requerida] ganando el premio al Mejor Programa de Conversación, entregado por la desaparecida revista TV Grama.
De las variadas secciones del programa conducidas por Juan Andrés Salfate se generó el programa Expediente S en enero de 2011.
El día 5 de diciembre de 2019, La Red informó que el programa terminará su ciclo el 30 de diciembre de ese mismo año, desvinculando a todo el equipo con excepción de su conductora Eva Gómez. También se informó que el histórico Juan Andrés Salfate, quien llegó en 2006 al programa, ya no formará parte del equipo para el nuevo ciclo del programa con un nuevo formato que comenzará en marzo de 2020.
Con el paso de los días se comunica que Eva Gómez no será parte de la nueva temporada que comenzaría en marzo de 2020, que contaría con la presencia de Alfredo Lamadrid Jr., pero con nuevo conductor y panelistas.
El 2 de marzo de 2020 se inicia un nuevo ciclo del programa, con la conducción de Michael Roldán y un panel compuesto por: Ignacio Lira, Valeria Ortega, Jenny Cavallo y Alfredo Lamadrid Jr. "Lama". No obstante debido a la pandemia por el COVID-19 y a los malos resultados obtenidos por el nuevo ciclo del programa se decide ponerle fin luego de 2 semanas al aire.
El 27 de abril del 2020 se informa al público que el programa regresaría a la medianoche esta vez con la reincorporación de Juan Andrés Salfate además se integra al panel de manera oficial Monserrat Torrent "Monti" y Michael Roldán, ellos son los que conducen el programa en esta nueva temporada.

## Panelistas

### Conductores
- Juan Andrés Salfate (2020-2022)
- Monserrat Torrent "Monti" (2020-2022)
- Michael Roldán "Guagüito" (2020-2022)

### Panelistas anteriores
- Felipe Vidal (2005, 2006-2007, 2009-2015)
- Carolina Brethauer (2005-2010)
- Álvaro García (2005-2006)
- Carla Ballero (2005-2006)
- Pamela Juanita Cordero (2006)
- Carolina Jiménez (2006)
- Adriana "Titi" Aguayo (2006-2007)
- Rocío Ravest (2006-2007)
- Juan Manuel Astorga (2007)
- Mey Santamaría (2007-2010, 2015-2016)
- Macarena Tondreau (2007)
- María Laura Donoso (2008)
- Romina Isensee (2008)
- Alejandra Álvarez (2008)
- Pedro Lladser (2008-2009)
- Javiera Acevedo (2009-2011)
- Andrea Dellacasa (2010, 2015, 2016)
- Antonella Ríos (2010)
- Javiera Arrigorriaga (2010)
- Lía Lippi (2010)
- Jessica Alonso (2011)
- Macarena Ramis (2011-2013)
- Javiera Suárez (2011-2012)
- Laura Prieto (2012)
- Mariela Montero (2012)
- Mariana Marino (2012)
- Gonzalo Feito (2012-2013)
- Catherine Mazoyer (2012-2013)
- Gianella Marengo (2013)
- María José Urzúa (2013)
- Francisca Undurraga (2013)
- Felipe Avello (2013-2014)
- Leilani Mathews (2013-2014)
- Mariana Alcalde (2014)
- Stefanie Klempau (2014)
- Macarena Sánchez (2014)
- Florencia Dunnage (2015)
- Alison Mandel (2014-2015)
- Camila Stuardo (2015-2016)
- Felipe Sánchez (2015-2016)
- Pilar Bezanilla (2015-2016)
- Ingrid Parra (2016)
- Galadriel Caldirola "Gala" (2017)
- Giuliana Cagna (2017)
- Pascual Fernández (2017)
- Suro Solar (2017)
- Teresa Kuster (2017-2018)
- Karla Quiroga (2018-2019)
- Vanessa Daroch (2019)
- Jaime Coloma (2018-2019)
- María Eugenia Larraín (2019-2020)
- Jenny Cavallo (2020)
- Valeria Ortega Schettino (2020)
- Alfredo Lamadrid Jr. "Lama" (2016-2020)
- Ignacio Lira (2020)
- Juan Andrés Salfate (2006-2019)
- Monserrat Torrent "Monti" (2019)

### Conductores anteriores
- Juan Carlos "Pollo" Valdivia (2005-2011)
- Eduardo Fuentes (2011)
- Juan José Gurruchaga (2011-2013)
- Eduardo de la Iglesia (2014-2016)
- Cristian "Chico" Pérez (2016-2018)
- Camila Andrade (2018-2019)
- Eva Gómez (2019-2020)
- Michael Roldán (2020)

## Historial del programa
- Como curiosidad, La Red tuvo en los años 1997 y 1998 un programa femenino llamado "Así somos", conducido por Carolina Valdés y Claudia Palacios y que era transmitido de lunes a viernes a las 13 horas y enfocado al público femenino. No obstante, este programa duró un tiempo y no tiene relación alguna, salvo el nombre.[2]
- A partir del 7 de agosto de 2006 se realizó un recambio en los panelistas pero siempre con el "Pollo" Valdivia como conductor, quedando conformado por los periodistas Carolina Jiménez y Felipe Vidal y la modelo Adriana Aguayo. Posteriormente se incorporó como panelista el publicista Juan Andrés Salfate.
- Durante febrero de 2007, Juan Manuel Astorga reemplazó a Juan Carlos Valdivia en la conducción del programa debido a las vacaciones del "Pollo".
- Desde marzo de 2007, el panel se estabilizó, quedando conformado por Felipe Vidal, Juan Andrés Salfate, Carolina Brethauer y la modelo cubana Mey Santamaría, siempre con la conducción de Juan Carlos Valdivia. Sin embargo, en enero de 2008, Vidal dejó el programa para dedicarse al desaparecido y fracasado programa de debates Hoy en Red TV -después llamado Hoy en La Red entre marzo y abril de 2009-, que conducía con la periodista Mónica Esquivel y que era emitido diariamente a las 20:00 p. m. Su lugar como panelista lo tomó el modelo y empresario Pedro Lladser.
- En marzo de 2009, Pedro Lladser fue despedido en medio de una polémica con Juan Carlos Valdivia. Al mismo tiempo, Felipe Vidal regresó como panelista y en abril de ese año se incorporó la actriz Javiera Acevedo.
- Durante toda la última semana de febrero de 2010, y con motivo de celebrarse el Festival de Viña del Mar, Así somos se realizó en el Club Árabe de dicha ciudad, en donde se incorporó de manera definitiva la modelo argentina Andrea Dellacasa.
- Carolina Brethauer quien conducía la sección conocida como El tema de pareja, donde se analizan temas de la sexualidad en pareja, infidelidades y un sinfín de temas sobre la vida amorosa de las personas. Se retiró del programa el 27 de septiembre de 2010 para dedicarse a la literatura.
- Mey Santamaría, una de las integrantes más queridas tanto por los televidentes como los mismos panelistas abandonó el programa el día 30 de noviembre de 2010 aludiendo motivos personales, con una emotiva despedida en pantalla, luego de 4 temporadas en el programa. A pesar de esto, ha vuelto haciendo reemplazos durante la temporada de 2011.
- Andrea Dellacasa, la sensual y desinhibida modelo argentina, que hizo ia sección Consejos Dellacasa, fue despedida del programa el 2 de diciembre de 2010.
- Desde el 17 de enero de 2011, y durante un mes, Eduardo Fuentes, que recientemente había salido de Canal 13, reemplazó a Juan Carlos Valdivia en la conducción debido a las vacaciones de este.
- El 28 de junio de 2011, al finalizar el programa, Eduardo Fuentes comunicó al público que la modelo argentina Jesica Alonso no seguiría participando en Así somos. No se le realizó despedida, pues ella no estaba presente. Al día siguiente, en una entrevista con el diario La Cuarta, Alonso aseguró que su salida se debía a que participaría en una revista del comediante italiano Gabriel Benni. Macarena Ramis se integró en su reemplazo.
- En 7 de octubre de 2011, Eduardo Fuentes abandonó la conducción del programa para dedicarse al estelar Mentiras verdaderas del mismo canal, que originalmente sería animado por Juan Carlos Valdivia, que comenzó el 11 de octubre.[3] Durante el tiempo en que Fuentes se ausentó del programa, fue reemplazado por Julia Vial.
- El 17 de octubre de 2011, el actor Juan José Gurruchaga debutó como conductor del programa, tras una conducción de soporte que hizo Julia Vial, conductora de Intrusos, mientras Fuentes preparaba su nuevo programa.
- El 30 de noviembre de 2011, La Red rescindió el contrato de Javiera Acevedo por sus constantes ausencias a las grabaciones del programa.
- El 2 de enero de 2012, el periodista Gonzalo Feito llegó como nuevo panelista del programa.
- En mayo de 2012 la actriz y modelo uruguaya Laura Prieto se sumó al panel de Así somos.
- El 22 de junio de 2012, la modelo y cantante argentina Mariela Montero se sumó al panel de Así somos.
- El 29 de agosto de 2012, la modelo argentina Mariana Marino se sumó al panel de Así somos.
- El 30 de abril de 2015 el periodista Felipe Vidal dejó el programa tras casi 10 años.
- El 21 de diciembre de 2016, la cubana Mey Santamaría fue desvinculada del programa haciendo alusión a que ya se había cumplido un ciclo y que ya se le había terminado el contrato con la estación televisiva.
- El 3 de enero de 2017, se suman al programa, la española Galadriel "Gala" Caldirola y la argentina Giulia "Yuli" Cagna, esto es parte de un despido masivo que vivió el espacio el año 2016.
- El 7 de julio de 2017 luego de las salidas de Gala Caldirola y Yuli Cagna, se integran al panel cuatro nuevos panelistas, la chilena Karla Quiroga, la argentina Teresa Kuster, el español Pascual Fernández y el productor de famosos Suro Solar.
- El 21 de septiembre de 2017, Pascual Fernández se despide en pantalla del programa.
- El 2 de enero de 2018 el panel quedó conformado por Juan Andrés Salfate, Camila Andrade, Alfredo Lamadrid Ojeda, Karla Quiroga, Teresa Kuster y el conductor Cristián "Chico" Pérez.
- El 9 de febrero de 2018 se informa que el hasta entonces conductor Cristián "Chico" Pérez fue desvinculado del canal, dejando el espacio, ese mismo día se despidió del público.
- El 14 de febrero de 2018 se informa que Camila Andrade estará a cargo de la conducción del programa.
- El 29 de junio de 2018, Teresa Kuster se despidió del programa.
- El 2 de julio de 2018 se integró al panel Jaime Coloma.
- El 4 de febrero de 2019 se informa que la conductora del programa Camila Andrade fue desvinculada de La Red.
- El 11 de marzo de 2019 se da inicio a la novena temporada bajo la conducción de Eva Gómez que reemplaza a Camila Andrade luego de ser desvinculada, Eva Gómez se convierte en la segunda mujer en la conducción de Así somos.
- El 5 de diciembre de 2019 se informa una profunda reestructuración del programa lo que implica la desvinculación de todos sus panelistas, incluyendo a Juan Andrés Salfate, también se comenta que el programa tomará un receso durante enero y febrero retomando sus transmisiones a finales de marzo de 2020.
- El 27 de abril de 2020 se reintegra al programa Juan Andres Salfate luego de haber sido desvinculado en diciembre de 2019.

## Críticas
- El jueves 8 de febrero de 2018 se emitió un programa especial con respecto a la desaparición de Emmelyn, en dicho capítulo se consultó a la vidente Latife Soto en donde los televidentes criticaron fuertemente este contacto, asegurando que se trataba de un aprovechamiento del programa para generar más audiencia.[4]